# Кузнецов, Вадим Михайлович
Кузнецов Вадим Михайлович (1938?-2017?) — российский физик, заведующий кафедрой физики Российского химико-технологического университета имени Д. И. Менделеева (РХТУ).

## Биография
Окончил Московский физико-технический институт в 1961 г., доктор физико-математических наук. Руководил сектором теории плазменных течений в Центральном аэрогидродинамическом институте им. профессора Н. Е. Жуковского около 30 лет[сколько?], изучая гиперзвуковые летательные аппараты. Читал курсы лекций «Общая физика» (в РХТУ) и «Современная Физика» (в МФТИ).
Имел научные контакты [какие?] в Центральном аэро-гидродинамическом институте им. Н.Е Жуковского, Институте проблем механики РАН, Институте химической физики РАН. Работал в РХТУ с 1996 года.

## Научные интересы
Занимался кинетической теорией газовых и дисперсных сред, квантовой физикой, гиперзвуковыми технологиями. Автор книг по аэродинамике и квантовой физике.

## Из библиографии

### Книги
- Байков Ю. А., Кузнецов В. М. Физика конденсированного состояния. М.: Бином. — 1998. — 340 с.
  - Кузнецов В. М., Байков Ю. А. Физика конденсированного состояния: Учеб. пос. М.: Бином, Лаборатория знаний, 2011. — 293 с. ISBN 978-5-9963-0290-1.
- Кузнецов В. М., Кузнецов М. М. Концепция мироздания в современной физике. М.: ИКЦ «Академкнига», 2006. — 144 с. ISBN 5-946-28-247-6.
- Кузнецов В. М. Основы теории шума турбулентных струй. М. Физматлит 2008 г. 240 с. (ISBN 978-5-9221-0970-3 / 9785922109703)[3]
- Байков Ю. А., Кузнецов В. М. Квантовая механика : учеб. пос. / Ю. А. Байков, В. М. Кузнецов. - М.: БИНОМ. Лаб. знаний, 2012. - 291 с.; ISBN 978-5-9963-1159-0.
  - Байков Ю. А., Кузнецов В. М. Квантовая механика : учеб. пос. Бином. Лаборатория знаний, 2013.

### Статьи
- Кузнецов В. М., Егоров Б. В., Жигулев В. Н. Об уравнениях аэродинамики при наличии бинарных молекулярных процессов // Докл. АН СССР. — 1965. — Т. 164, N 6. — С. 1249—1252.
- Кузнецов В. М. Кинетические модели дисперсных сред с внутренними степенями свободы // Прикл. механика и техн. физика. — 1990. — N 3.
- Кузнецов В. М., Хромов В. И. Фрактальная модификация континуального приближения квантовой теории решёточной теплоемкости // Письма в ЖТФ. — 2010. — Т. 36, вып. 11. — С. 98-103.